# Lido (pintor)

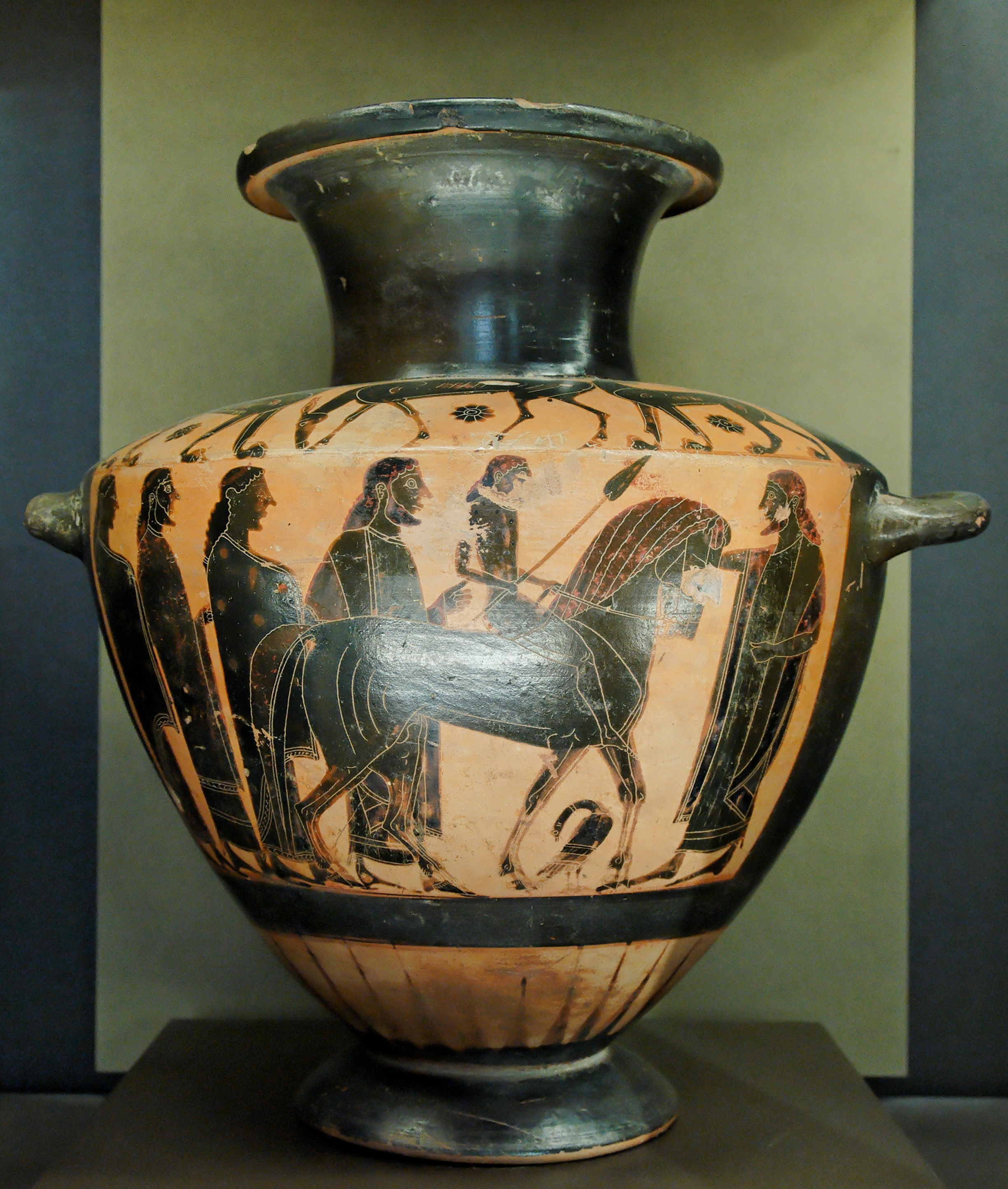
Partida de un guerrero, de una hidria de figuras negras. París, Museo del Louvre E 804.

Lido (en griego antiguo: Λυδός) fue un antiguo pintor griego, especializado en el estilo de figuras negras, activo en Atenas especialmente en el período circa del 560 y 540 a. C. Es un pintor con cualidades robustas cuyas sólidas figuras insinúan claramente la tercera dimensión. Sus mejores obras son las animadas escenas de procesión, como la de la crátera de Nueva York, donde sátiros y ménades muestran actitudes variadas y convincentes.

## Biografía
El nombre sugiere que era un extranjero, o hijo de extranjeros, quizás originario de Oriente Próximo, o más precisamente de origen lidio . Se le atribuyen alrededor de cien vasos hechos con la técnica de figuras negras, algunos de los cuales tienen dimensiones monumentales. Quedan dos firmas de él que lo indican como pintor: una en un jarrón que representa una gigantomaquia, la otra en un vaso que representa la Iliupersis . Pintó una gran variedad de temas y fue el primer ceramógrafo que impuso, después de un período de predominante tendencia miniaturista representada por las obras de Sófilos y Clitias, una medida estatuaria tanto de las escenas como de las figuras. Fue un excelente dibujante, capaz de pintar rasgos fáciles y vivaces, raros en el estilo de las figuras negras.

## Obras firmadas
El vasón con la Iliupersis es un ánfora juvenil conservada en el Louvre (n. inv. F 29); la obra con la gigantomaquia es un dinos procedente de la Acrópolis de Atenas y conservado en el Museo Arqueológico Nacional de Atenas (n. inv. 1.607).. La zona principal está dedicada a la gigantomaquia; la banda que se encuentra debajo está dividida entre dos sujetos: una procesión de animales llevada al sacrificio y una escena de caza a caballo. La tercera banda es un friso con animales.  En la batalla contra los gigantes participan Zeus, a quien se le implora por la personificación de la Tierra que perdone a los gigantes sus hijos, Heracles, que comienza en este segundo cuarto del siglo VI a. C. a ser representado con la piel de león como atributo, y Atenea, los tres personajes que generalmente se encuentran en todos las gigantomaquias áticas. Otros fragmentos llevan las figuras de Apolo, Artemisa, Hermes, Afrodita, Dioniso asistido por un león, Poseidón sosteniendo la isla de Nisiros, separada de la isla de Cos, para lanzarla sobre el gigante que se le opone. El dinos es contemporáneo del cántaros de Nearco y de justo antes de la mitad del siglo VI a. C. El dibujo es preciso y detallado, pero más libre que el de Nearco.

## Obras atribuidas
Una primera fase de las obras del Lido está representada por dos hidrias, una en Múnich,  la otra en el Louvre. En la hidria de Múnich dos hombres conducen caballos y una mujer se coloca entre ellos. En la hidria del Louvre, justo detrás, tres hombres y dos mujeres observan la partida de un joven a caballo. En ambas hidrias en el hombro hay frisos con grandes animales y adornos de relleno hechos en un estilo anticuado similar al del Vaso François. Una hidria conservada en el Museo Nacional Etrusco de Roma  tiene la primera representación ática del conflicto entre Heracles y Gerión, y por su calidad la única que puede compararse con la escena de figuras rojas de la famosa copa de Eufronio conservada en Múnich. La primera representación de este tema es corintia y pertenece al siglo VII a. C., pero se hizo frecuente entre los ceramistas áticos en la segunda mitad del siglo VI a. C. Heracles lleva una piel de león y tiende su arco; Gerión consta de tres bustos, uno de los cuales se vuelve hacia atrás golpeado por una flecha. El personaje que yace en el suelo es Euritión, el pastor de Gerión.
Al período medio de la actividad de Lido, un poco anterior a los dinos de Atenas, se le asignó la crátera de columnas de Harvard. La forma, probablemente de origen corintio, está presente en Ática ya en el período del Pintor de Neso. También el tema principal, un carro visto de frente, podría haber sido originalmente corintio, pero se encuentra en el Ática solo a principios del siglo VI a. C., por ejemplo en los dinos del Pintor de la Gorgona en el Louvre (E 874). Aquí la disposición de los elementos de la escena se invierte: Lido toma el carro y no la batalla como la parte principal de la imagen. La parte trasera del vaso está decorada con un grupo simétrico de tres animales, una esfinge entre dos leones.
Similar a la crátera de Harvard, por la forma y decoración de su parte posterior, la crátera del Museo Británico  lleva en la parte delantera la historia del Juicio de Paris, que no difiere de la de la píxide del Pintor C en el Louvre, y muchos otros vasos áticos de la época, excepto la nota del perro de Paris añadida desde el Lido. A la izquierda del grupo principal, Lido también ha añadido un grupo más pequeño de figuras que se repiten en el Juicio de Paris representadas en el ánfora ovoide de Florencia, en parte obra de un colaborador.
De calidad superior a las anteriores es la crátera de columnas del Museo Metropolitano de Nueva York. La imagen, que corre alrededor del vaso, representa el regreso de Hefesto; en comparación con el precedente de Clitias en el Vaso François, la atención se centra exclusivamente en la procesión de sátiros y ménades, bailando o corriendo. Hefesto y Dionisio se colocan como figuras principales a cada lado del vaso, y Dioniso, a diferencia de la crátera de Clitias, es una figura solemne. Un motivo floral adorna la boca del vaso y hay un gorgoneion en cada asa.
El Dioniso de la crátera de columnas de Nueva York vuelve en un psictero con forma de ánfora que se encuentra en el Museo Británico. Bajo la boca del vaso, un pequeño sátiro se arrodilla y juega con una liebre, al igual que los sátiros se inclinaron para evitar las asas de la crátera de Nueva York. La imagen del otro lado del ánfora representa la matanza del Minotauro por Teseo; los cuatro jóvenes que observan la escena forman parte del tributo al Minotauro que son los catorce jóvenes atenienses salvados por Teseo. La escena ya está presente entre los ceramistas áticos en el segundo cuarto del siglo VI a. C., pero se hizo frecuente a partir de mediados del siglo VI a. C. La decoración floral sobre las imágenes es del mismo estilo que la crátera de Nueva York.
En un ánfora en el Cabinet des Médailles en París, Heracles se enfrenta al león de Nemea. Como Teseo en el anterior psictero, colocó su capa en una roca, que sirve para llenar el espacio entre las patas del león. El hombre y los dos jóvenes que observan no tienen justificación en la leyenda; la presencia de observadores, con o sin función representativa, es frecuente en los vasos del Lido.
Una de las mejores obras de Lido se encuentra en los fragmentos que se le atribuyen de placas decorativas de arcilla pertenecientes al monumento sepulcral de Spata, en Ática (donde también se han identificado obras de Sófilos y Exekias); los fragmentos atribuidos a Lido muestran parte de una escena de despedida.